# Brachysternus marginatus
Brachysternus marginatus — вид жуків родини Пластинчастовусі (Scarabaeidae). Вид зустрічається в гірських лісах на півдні Чилі. Тіло зеленого забарвлення, завдовжки 16-18 мм, довжина крила сягає 8-9 мм.